# تفنتاراند
تفنتاراند Twenterand  هي بلدية ومدينة بمقاطعة أوفرآيسل بهولندا.

## طوبوغرافيا
خريطة طوبوغرافية هولندية لبلدية تفنتاراند، يونيو 2015، (تقرأ بعد ثلاث نقرات على الخريطة).

## توأمة
لتفنتاراند اتفاقيات توأمة مع:
- شوتورف